# 5. partizanska brigada (JLA)
Za druge 5. brigade glejte 5. brigada.
5. partizanska brigada je bila partizanska brigada v sestavi Jugoslovanske ljudske armade.
Enota je bila nastanjena v Sloveniji pred in med slovensko osamosvojitveno vojno.

## Organizacija
31. december 1990
- poveljstvo
- namestitveni vod
- izvidniški vod
- vod za zveze
- pionirski vod
- lahki vod protiletalske obrambe
- 1. partizanski bataljon
- 2. partizanski bataljon
- 3. partizanski bataljon
- četa minometov 120 mm
- baterija LMR 128 mm
- zaledna četa